# Balls to the Wall (сингл)
Balls to the Wall (с англ. — «Газу до упору») — седьмой сингл немецкой хеви-метал-группы Accept. Под одним и тем же названием вышло два разных варианта сингла: семидюймовый и 12-дюймовый макси-сингл.
Сингл выпущен дочерними подразделениями компании CBS в поддержку пятого альбома группы Balls to the Wall и является первым из двух синглов альбома. Как и сам альбом, сингл записывался и сводился в течение лета 1983 года, первый тираж сингла был выпущен в 1983 году, в основном печатался и распространялся в 1984 году.
Balls to the Wall — заглавная песня как альбома, так и сингла, ставшая наиболее известной песней группы. По словам Удо Диркшнайдера: «Кроме этой песни у Accept есть масса других, не менее популярных композиций. Но именно эта стала нашим гимном. Так происходит всегда: просто выбирается какая-то одна песня, которая навечно становится визитной карточкой группы».

## О песне
Название песни — это фразеологизм «на всю катушку», «очертя голову». В среде военных лётчиков — «полный газ», «быстрое ускорение». В буквальном переводе звучит провокационно, «Яйцами об стену»; двусмысленность подчёркивалась осознанно обложками альбома и сингла и текстом песни, где звучит «You’ll get your balls to the wall, man», что буквально можно перевести как «Ты размажешь свои яйца по стене, мужик». Между тем, текст песни достаточно глубокий, по словам Вольфа Хоффманна, они пытались выразить свои мысли об угнетаемых людях на всей планете, о рабстве и о борьбе с тиранами. Текст песни, в том числе, был навеян борьбой собственно участников группы с предыдущими звукозаписывающими компаниями.
Мы всегда интересовались политикой, правами человека и всем таким, так что много текстов, что у нас были и тогда, и до конца существования группы, были на самом деле связаны с правами человека, как например и Balls To The Wall, которая об этом. «Однажды мученики встанут и напинают по чьей-то заднице!» 
Оригинальный текст (англ.)We've always been interested in politics and in human rights and things like that, so a lot of the lyrics that we had in those days, and to the end actually, were dealing with human rights, for instance, and that's really what 'Balls To The Wall' is all about. 'One day the tortured will stand up and kick some ass!
По воспоминаниям Диркшнайдера, Штефан Кауфманн сочинил основной рифф песни и припев. Потом кто-то подсказал, как петь куплет. В одну из ночей Диркшнайдер и Кауфманн сидели в студии и пытались что-то сделать из задумки. Сильно набравшись алкоголя, Диркшнайдер, по его словам, случайно спел куплет, и он получился таким, какой есть. Позднее появился и текст и текст припева в виде Balls to the Wall (по словам Вольфа Хоффманна, эти строчки были взяты из блокнота Габи Хауке, менеджера группы, куда она заносила всякие интересные англицизмы).
Вольф Хоффманн в интервью журналу Metal Hammer опровергал версию Диркшнайдера, утверждая, что песню сочинил он

«Сочиняя очередную песню, 99,9 % времени начинаем с сочинения музыки. Но, по крайней мере в тот раз, все началось с фразы „в полную силу“. Это выражение „раскопала“ моя жена и наш тогдашний менеджер, Габи. Она сочиняла лирику, отвечала за оформление обложек наших альбомов, и названия песен придумывала. Нам понравилось само выражение, „В полную силу“, поэтому мы решили сочинить песню на этой основе. Сидел я как-то дома, и неожиданно меня осенило, придумал основной рифф и припев. На все про все ушло пять минут. Я сочинил эту песню дома, записал на магнитофон и притащил ребятам на нашу репетиционную точку. 15 минут дополнительного сочинения, и эта песня приобрела окончательный вид»
В 1983 году песня была выпущена на промосингле, то есть пластинке, которая раздавалась бесплатно в целях рекламы; полноценный сингл вышел в начале 1984 года. Песня сначала получила популярность в США, где её транслировали в эфир 121 радиостанция, и лишь потом в Европе.
На песню снят видеоклип, в котором Удо Диркшнайдер был вынужден раскачиваться на огромном шаре, предназначенном для сноса зданий. Клип снимался в Лондоне, в лютый мороз, и Диркшнайдер отказывался залезать на шар, но потом, по его словам, «молодость победила». Клип активно ротировался на MTV и использовался в серии 1993 года Торнадо мультсериала Бивис и Баттхед.
По оценкам VH1 песня входит сразу в две противоположные номинации: она занимает 38 место в списке «40 величайших металлических песен» и одновременно 28 место в списке «40 наихудших металлических песен».
Песня входит во все сборники Accept и концертные сет-листы Accept и U.D.O.. Кавер-версии песни записали множество групп, в том числе Altaria, Amon Amarth, Chimaira, Sinner. Песня использована в составе саундтрека к фильму 2008 года Рестлер, звучит в играх Guitar Hero Encore: Rocks the 80s (для которой текст подвергся цензуре) и Grand Theft Auto: Vice City Stories.
На стороне B семидюймового сингла находится песня Losing More Than You’ve Ever Had (с англ. — «Потерявший больше, чем когда-либо имел»), также вошедшая на альбом Balls to the Wall.
12-дюймовый макси-сингл, вышедший первым тиражом также в 1983 году, аналогичен по содержанию семидюймовому.
На обложке сингла размещена часть фотографии, предназначенной для альбома — рука с зажатым в ней шаром (изначально предполагалась рука с двумя зажатыми шарами — провокационная отсылка к названию альбома). По словам Вольфа Хоффманна, рука принадлежит 50-летнему боксёру, любителю покачать мышцы.

## Значение
В марте 2023 года группа авторов американского издания Rolling Stone включила данную песню в список «100 величайших хеви-метал песен всех времён». В этом рейтинге она заняла 79-ю позицию, заметку о ней составил Адриан Бегранд.

## Список композиций
Сторона «А»
- «Balls to the Wall» — 5:42

Сторона «B»
- «Losing More Than You’ve Ever Had» — 5:10

## Участники
- Удо Диркшнайдер — вокал
- Петер Балтес — бас-гитара
- Вольф Хоффманн — гитара
- Герман Франк — гитара
- Штефан Кауфманн — ударные